# Seznam věží v Hradci Králové
Seznam věží v Hradci Králové je seznam věžových staveb nacházejících se na území města Hradce Králové.
| Stavba s věží                                    | Výška věže               | Část města          | Stavební sloh                 | Architekt            | Výstavba        | Typ věže           |
| ------------------------------------------------ | ------------------------ | ------------------- | ----------------------------- | -------------------- | --------------- | ------------------ |
| Bílá věž                                         | 72 m (zděná část 48 m)   | Hradec Králové      | renesance                     |                      | 1574–1729       | zvonice            |
| Katedrála sv. Ducha                              | 48 m (zděná část 39,4 m) | Hradec Králové      | gotika                        |                      | 1339–1901       | kostelní věže      |
| Hlavní nádraží                                   | 46 m                     | Pražské Předměstí   | funkcionalismus               | Václav Rejchl        | 1929            | věž nádraží        |
| Kostel Božského srdce Páně                       | 45 m                     | Pražské Předměstí   | funkcionalismus               | Bohumil Sláma        | 1928–1932       | kostelní věž       |
| Kostel Nanebevzetí P. Marie                      | 44,2 m                   | Hradec Králové      | baroko                        | Carlo Lurago         | 1652–1661       | kostelní věže      |
| Kostel sv. Antonína                              | 43 m                     | Nový Hradec Králové | baroko                        | František Kermer     | 1772            | kostelní věž       |
| Věžový vodojem                                   | 38,5 m                   | Nový Hradec Králové | funkcionalismus               | Bohuslav Drahoš      | 1936–1937       | věž vodního díla   |
| Kostel sv. Anny                                  | 35 m                     | Kukleny             | baroko                        | Matyáš Walch         | 1777–1784       | kostelní věže      |
| Kostel sv. Pavla                                 | 33 m                     | Pouchov             | klasicismus                   | ?                    | 1838            | kostelní věž       |
| Muzeum východních Čech (kupole)                  | 31,5 m                   | Hradec Králové      | secese                        | Jan Kotěra           | 1908–1912       | věž veřejné stavby |
| Ambrožův sbor                                    | 30 m                     | Pražské Předměstí   | funkcionalismus               | Josef Gočár          | 1926–1929       | kostelní věž       |
| Kostel Českobratrské církve evangelické          | 25,5 m                   | Hradec Králové      | secese doplněná o další styly | Oldřich Liska        | 1912            | kostelní věž       |
| Kaple Neposkvrněného početí Panny Marie, Rožberk | 17                       | Slezské Předměstí   | novorománský                  | Rudolf Němec         | 1910            | kostelní věž       |
| Labská vodní elektrárna Hučák                    | ?                        | Hradec Králové      | secese                        | František Sander     | 1909–1912       | věž vodního díla   |
| Kostel sv. Petra                                 | ?                        | Plotiště            | klasicismus                   | ?                    | 1805            | kostelní věž       |
| Radnice, Velké náměstí                           | ?                        | Hradec Králové      | klasicismus                   | František Dobrkovský | 1790, 1851–1852 | věž veřejné stavby |
| Stará radnice, Malé náměstí                      | ?                        | Hradec Králové      | klasicismus                   | ?                    | 1863, 1994      | věž veřejné stavby |
| Věžička Husova domu                              | ?                        | Hradec Králové      | moderna                       | Václav Rejchl        | 1913–1914       | věž veřejné stavby |

## Zaniklé věže
- Kropáčka
- Pražská brána
- Mýtská brána